# Helmut Brennicke
Helmut Gustav Walter Brennicke (* 12. März 1918 in Berlin; † 31. Oktober 2005 in Krailling) war ein deutscher Schauspieler, Regisseur, Hörspielsprecher, Schauspiellehrer und Autor.

## Leben
Der gebürtige Berliner besuchte gleich nach seinem Abitur eine Schauspielschule. Mit 19 Jahren gab er im Jahre 1937 sein Debüt als Schauspieler an einem Berliner Theater. Ab 1941 war er auch als Regisseur am Theater tätig. Im selben Jahr wandte er sich auch dem Hörfunk zu und war dort in gleicher Funktion beschäftigt. So musste er ständig beide Funktionen aufeinander abstimmen.
Nach dem Kriege ging er nach München und schloss sich dort dem Sender Radio München, dem Vorläufer des Bayerischen Rundfunks an. Seit 1949 war er in der Nachrichten-Abteilung in leitender Funktion tätig.
Bereits seit 1946 arbeitete er in der Hörspiel-Abteilung als Bearbeiter und Regisseur. Er inszenierte neben klassischen Stücken von William Shakespeare, Johann Wolfgang von Goethe und Molière auch zahlreiche Werke zeitgenössischer Autoren. Das ARD-Hörspielarchiv verzeichnet mehr als 100 Produktionen, bei denen er die Leitung innehatte.
Dazu gehörten beispielsweise Iphigenie auf Tauris von 1946, mit Angela von Courten, Hans Christian Blech und Benno Sterzenbach, Der wundertätige Magus von 1948, mit Anneliese Fleyen-Schmidt, Hanns Stein und Heinz-Günter Stamm, sowie Julius Caesar von 1956, mit Kurt Horwitz, Arthur Menz und Alice Treff. In einigen Hörspielen trat er auch selbst als Sprecher auf.
Auch für einige Hörspiellabels war er als Regisseur tätig. So beispielsweise für Ariola bei den Kinderhörspielen Kasperl als Cowboy, Kasperl bei den Eskimos und Kasperl und das Schloßgespenst oder für Maritim bei Kasperles neue Abenteuer und Kinder, seid ihr alle da?
Helmut Brennicke, dessen Hobby die Klassische Musik war, betätigte sich darüber hinaus auch als Schauspiellehrer und Autor einiger Bücher, darunter Der Weg zur Diskothek von 1959 und ..selten so geworben.. Satire, Karnevalssendungen, Karneval von 1969.

## Privates
Er war mit der Schauspielerin Rosemarie Lang (* 27. Mai 1922; † 12. Juli 1996) verheiratet. Sie trat auch häufig als Sprecherin in Hörspielproduktionen auf, bei denen ihr Mann die Regie führte. Der Sohn Michael Brennicke ist ebenfalls Schauspieler geworden, genau wie dessen Adoptivtochter Nadeshda Brennicke. Sein Sohn Thomas Brennicke war jahrelang als Hörfunkmoderator und Leiter der Abteilung Leichte Musik beim Bayerischen Rundfunk.
Ende Oktober 2005 verstarb Helmut Brennicke im Alter von 87 Jahren in Krailling, Landkreis Starnberg
Das Urnengrab der Eheleute befindet sich auf dem Waldfriedhof Gauting, Feld 73, Reihe 4, Nr. 1.

## Hörspiele

### Als Regisseur
- 1946: Iphigenie auf Tauris – Autor: Johann Wolfgang von Goethe
- 1946: Lilofee
- 1946: Dr. med. Hiob Prätorius – Autor: Curt Goetz
- 1946: Drei Mann auf einem Pferd
- 1946: Das barmherzige Lachen
- 1946: Rechtsfindung 1934 – Autor: Bertolt Brecht
- 1946: Das Schimmelparadies
- 1946: Die Taube in der Hand – Autor: Curt Goetz
- 1947: Die Hochzeitsreise
- 1947: Rechtsfindung 1934 (auch Rolle: Staatsanwalt) – Autor: Bertolt Brecht
- 1947: Das Testament
- 1947: Elga – Autor: Gerhart Hauptmann
- 1947: Der Soldat Tanaka – Autor: Georg Kaiser
- 1947: Der Selbstmörder
- 1947: Antigone – Autor: Walter Hasenclever
- 1947: Die Verschwörung gegen das heilige Weihnachtsfest
- 1948: Der lasterhafte Herr Tschuh
- 1948: Heroische Komödie – Autor: Ferdinand Bruckner
- 1948: Wie wichtig ist es, ernst zu sein (Bearbeitung und Regie) – Autor: Oscar Wilde
- 1948: Der Weg nach Solbakken (Bearbeitung und Regie) – Literarische Vorlage: Synnove Solbakken (Erzählung) von Bjørnstjerne Bjørnson
- 1948: Undine (Bearbeitung und Regie) – Autor: Jean Giraudoux
- 1948: Der wundertätige Magus – Autor: Pedro Calderón de la Barca
- 1949: Der Lügner
- 1949: Die Nacht, die dem Siege voranging
- 1949: Die Rückkehr des verlorenen Sohnes – Autor: André Gide
- 1949: Leonce und Lena – Autor: Georg Büchner
- 1950: Der goldene Topf – Autor: E. T. A. Hoffmann
- 1950: Lanzelot und Sanderein
- 1950: So ein Mann war Daniel Webster
- 1951: Die große Hebammenkunst – Autor: Robert Walter
- 1951: Bathseba – Autor: André Gide
- 1951: Pan (auch Sprecher) – Autor: Knut Hamsun
- 1951: Die Geschichte vom Zaren Joann und der schönen Axinja – Autor: Henry von Heiseler
- 1951: Mariechen von Nymwegen
- 1952: Auf dem Weg zum Paradies
- 1953: Wenn es so leicht wäre – Autor: Jürgen von Hollander
- 1953: Moby-Dick – Autor: Herman Melville
- 1953: Tochter der Wildnis – Autor: Eduard Mörike
- 1953: Marie Tudor – Autor: Victor Hugo
- 1953: Das Geheimnis von Castilien
- 1954: Der gläserne Harnisch
- 1954: Germelshausen
- 1955: Merlin ist überall (auch Sprecher) – Autor: Georg Schwarz
- 1955: Dr. Dr. Hippolyt Leibetseder – Autor: Josef Martin Bauer
- 1955: Die Brüder (auch Sprecher) – Autor: Susanne Carwin
- 1956: Sie reisen nicht, Fräulein von Montijo (auch Sprecher)
- 1956: Die Räuberbande
- 1956: Das Ochsenfurter Männerquartett
- 1956: Die Brüder
- 1957: Die Straße
- 1957: Volpone – Autor: Ben Jonson
- 1957: Die letzte Fahrt
- 1957: Die Grenze
- 1958: Der Zug nach Debrecen
- 1959: Catull und Clodia – Autor: Wilhelm Herzog
- 1960: Kains Bruder ist umsonst gestorben – Autor: Moscheh Ya’akov Ben-Gavriêl
- 1963: Diesseits des großen Stroms
- 1964: Hamlet, Prinz von Dänemark – Autor: William Shakespeare
- 1983: Palmen werfen kurze Schatten
- 1984: Wo ist Frau Fels?

### Nur als Sprecher
- 1946: Gaslicht (nach Patrick Hamilton) – Regie: Curt Hampe
- 1946: Versprich mir nichts – Regie: Hans Walter Binder